# Akinchi
Akinchi (in azero Əkinçi, اکينچی), traslitterato anche come Ekinchi (Il Seminatore o Il Coltivatore), fu il primo giornale di lingua azera, pubblicato a Baku (allora parte dell'Impero russo, oggi capitale della Repubblica dell'Azerbaigian) tra il 1875 e il 1877. Fu anche il primo giornale interamente stampato in azero e il primo in Russia stampato in una delle lingue turche.

## Storia
Fondato da un giornalista, insegnante e scienziato, e da un alunno dell'Università di Mosca Hasan bey Zardabi, Akinchi fu considerato quasi rivoluzionario non solo per essere il primo periodico pubblicato in azero, ma anche per essere stato il primo mezzo che raggiunse le masse. Al fine di rendere i media accessibili alle classi inferiori, Zardabi diffuse un rinnovamento della lingua azera letterale con la finalità di renderla più vernacolare ed escluse le espressioni voluminose e i prestiti dal persiano e dall'arabo, usati principalmente nei testi religiosi e nella poesia classica. Akinchi fu quindi spesso oggetto di critiche da parte dei letterati che trovavano il suo stile scritto troppo colloquiale. In effetti, fu deliberatamente scelto per essere scritto e pubblicato utilizzando una lingua semplice e colloquiale in modo che le masse inferiori, principalmente non istruite (all'epoca) avrebbero trovato più agile cogliere l'idea principale che stava dietre le poesie e gli articoli satirici.
Il governatore russo del Caucaso Dmitry Staroselsky simpatizzò per gli sforzi di Zardabi e lo sostenne nella creazione di Akinchi. Fu anche lui a proporre il nome del giornale, che a suo dire avrebbe convinto le autorità che fosse una rivista apolitica che si occupava di diffondere la tecnica agricola. Oltre agli articoli orientati all'agricoltura, Zardabi pubblicò materiali relativi alla medicina e alla biologia, nonché editoriali sulla condizione sociale e culturale dei musulmani nel Caucaso. Il primo numero di Akinchi fu stampato il 22 luglio 1875.
La partenza di Staroselsky fu un fattore che, tra l'altro, contribuì alla chiusura del periodico il 29 settembre 1877 dalle autorità zariste. Altri motivi riguardarono la mancanza di sponsorizzazioni e il basso numero di lettori (che spesso sarebbero stati indotti in errore dal clero reazionario che inducevano a credere nella "natura peccaminosa" dei testi non religiosi) nonostante il fatto che il giornale venisse dato gratuitamente. Per i 26 mesi della sua esistenza, Akinchi attrasse solo 300 lettori costanti. Tuttavia, la sua esistenza contribuì profondamente allo sviluppo del giornalismo in Azerbaigian e alla creazione di giornali e riviste in lingua azera come Ziya (nel 1879), Ziya Gafgaziya (nel 1880), Keshkul (nel 1883), Sharg-i rus (in 1903), Irshad, Hayat (entrambi nel 1905), Fiyuzat, Takammul e Molla Nasraddin (tutti nel 1906) al termine dei quali la stampa azera entrò in una nuova fase di sviluppo.
Il 22 luglio, giorno della prima pubblicazione di Akinchi, è stato dichiarato nel 2010 Giornata nazionale della stampa in Azerbaigian.

## Importanza e impatto
L'istituzione di Akinchi è stata importante per diversi motivi. Primariamente, con la pubblicazione di Akinchi, la gente iniziò a considerare la stampa come un mezzo mediatico; fu una base per le riforme educative e uno strumento con cui si formò la coscienza sociale e pubblica. Hasan Bey Zardabi ha affermato nel primo numero della rivista che un giornale dovrebbe rispecchiare la realtà del luogo che rappresenta e che dovrebbe riflettere i bisogni e i desideri delle persone di un determinato territorio. Un'altra conseguenza importante determinata da Akinchi fu la comparsa per la prima volta di un sistema giornalistico, di una generazione di giornalisti e dei princìpi professionali. L'uso ufficiale della lingua azera divenne la base per il funzionamento del giornale. Akinchi aiutò molto nel far riunire le persone istruite e ad aprire la strada alla successiva generazione di studiosi e pensatori.